# Коблек
Коблек (словен. Koblek) је насељено место у општини Војник, Савињска регија, Словенија.

## Историја
До територијалне реорганизације у Словенији био је у саставу старе општине Цеље.

## Становништво
У попису становништва из 2011. године, Коблек је имао 27 становника.
| Број становника према пописима | Број становника према пописима | Број становника према пописима |
| ------------------------------ | ------------------------------ | ------------------------------ |
| 1991                           | 2002                           | 2011                           |
| 21                             | 21                             | 27                             |